# Li Folk
Lion Harison Gros (engl. Leon Harisson Gross), poznatiji pod pseudonimom Li Folk (engl. Lee Falk; 28. april 1911 — 13. mart 1999) je bio američki scenarista, režiser i producent, ali najpoznatiji kao kreator stripova o superherojima Fantomu i Mandraku. Takođe je bio pisac pozorišnih komada i pozorišni režiser/producent. U njegovim predstavama su glumili Marlon Brando, Čarlton Heston, Pol Njumen, Čiko Marks i Itel Veters. Folk je takođe snimio TV seriju Fantom po temama iz svog stripa. Preminuo je 13. marta 1999. godine u 88. godini.

## Spoljašnje veze
- Enciklopedija stripa